# Étreinte mortelle
Pour plus de détails, voir Fiche technique et Distribution.
Étreinte mortelle (Deadly Embrace) est un thriller américain réalisé par David DeCoteau sorti en 1989.

## Synopsis
Une histoire d'adultère tourne à l'obsession, puis au crime.

## Fiche technique
- Titre : Étreinte mortelle
- Autre titre : Le Vertige des sens
- Titre original : Deadly Embrace
- Réalisation : David DeCoteau
- Scénario : Richard Gabai
- Production : David DeCoteau, Richard Gabai
- Sociétés de production : Royal Oak Entrtainment
- Pays d'origine : États-Unis
- Genre : Thriller
- Durée : 75 minutes
- Date de sortie : 1989

## Distribution
- Jan-Michael Vincent : Stewart Moreland
- Jack Carter (en) : Evan Weiss
- Linnea Quigley : Michelle Arno
- Ty Randolph : Charlotte Moreland
- Ken Abraham : Chris Thompson
- Ruth Collins : Dede Magnolia
- Michelle Bauer : La femme

## Autour du film
- Linnea Quigley et Ken Abraham ont tous deux tourné sous la direction de David DeCoteau en 1987 dans le film Creepozoids.